# Saraya-Jade Bevis
Saraya-Jade Bevis (Norwich, 17 augustus 1992), beter bekend als Paige, is een Engels professioneel worstelaar die van 2011 tot 2022 actief was in de World Wrestling Entertainment en sinds 2018 haar rol vervulde als ambassadeur voor het bedrijf.
Paige is een voormalige NXT Women's Champion, een kampioenschap die zij inaugureel won in een toernooi. Tevens is ze een 2-voudig WWE Divas Champion, waarvan de jongste ooit in de geschiedenis van WWE, met name op 21-jarige leeftijd. Sinds 2018 is Paige met pensioen en heeft o.a. rollen vervuld als General Manager voor de brand (merk) SmackDown, manager voor vrouwelijke worstelaars en een bijdrager voor de studioshow WWE Backstage.

## Professioneel worstel-carrière (2005–)

### World Wrestling Entertainment (2011–heden)

#### Florida Championship Wrestling / NXT (2011–2014)
In september 2011, tekende Bevis een opleidingscontract met de World Wrestling Entertainment en werd door verwezen naar Florida Championship Wrestling (FCW), dat ook als een opleidingscentrum van WWE fungeerde. Op 5 januari 2012, maakte Bevis haar debuut in FCW als Saraya. In een aflevering van FCW op 26 februari 2012, maakte ze haar televisiedebuut en worstelt sindsdien als Paige. WWE heeft in augustus 2012 Florida Championship Wrestling omgedoopt tot NXT Wrestling en was ze voortaan bij het programma WWE NXT. Tijdens de opnames van NXT op 20 juni 2013, die uitgezonden werd op 24 juli 2013, won ze de toernooifinale door Emma te verslaan voor het inaugurele NXT Women's Championship en werd zo de inaugurele "NXT Women's Champion".

#### Divas Champion (2014–2015)
Tijdens een aflevering van Raw op 7 April 2014, maakte ze haar debuut een dag na het evenement WrestleMania XXX, waar ze het WWE Divas Championship won, doordat ze in eerste instantie naar de ring kwam om AJ Lee te feliciteren met het verdedigen van haar titel op Wrestlemania XXX, echter gaf AJ Paige een klap en daagde toen Paige ter plekke uit voor een wedstrijd om het Divas Championship. Paige verbaasde een ieder alsook kampioene AJ door haar te verslaan, waardoor ze de titel van AJ overnam. Hierdoor werd Paige ook meteen de jongste WWE Divas Champion ooit, namelijk op 21-jarige leeftijd. Ze verdedigde sinds Wrestlemania XXX diverse keren met succes haar titel.
Bij het evenement Battleground op 20 juli 20214, verdedigde ze wederom haar titel met succes. De dag er na op Raw, kwam een terugkerende AJ Lee om haar te feliciteren met het verdedigen van haar titel bij het evenement. Daarna daagde Paige AJ uit voor een titelwedstrijd, die AJ accepteerde, ondanks dat ze wist dat AJ hetzelfde probeerde als wat Paige zelf deed na Wrestlemania XXX. Paige verloor de wedstrijd, waardoor AJ tweevoudig Divas Champion kwam.
In 2015, werd Paige bijgestaan door Charlotte en Becky Lynch en namen het op tegen Team B.A.D. (Tamina Snuka, Sasha Banks en Naomi) en Team Bella (Alicia Fox, Brie Bella en Nikki Bella).

## Persoonlijk leven
Bevis komt uit een professionele Engelse worstelfamilie. Haar ouders zijn Julia Hamer-Bevis en Ricky Knight alsook haar broers Roy Bevis en Zak Zodiac. Haar ouders runnen de World Association of Wrestling (WAW) in Norwich, Engeland. 
Ze heeft sinds 2018 een relatie met Ronnie Radke, leadzanger van Falling in Reverse.

## In het worstelen
- Finishers
  - Cradle DDT
  - Paige Turner
  - RamPaige
- Signature moves
  - Fisherman suplex
  - Hair-pull whip
  - Lou Thesz press
- Managers
  - Rebecca Knox
- Entreemuziek
  - "Faint" van Linkin Park (Shimmer Women Athletes)
  - "Smashed in the Face" van George Gabriel

## Prestaties
- German Stampede Wrestling
  - GSW Ladies Championship (1 keer)
- Herts & Essex Wrestling
  - HEW Women's Championship (2 keer)
- Premier Wrestling Federation

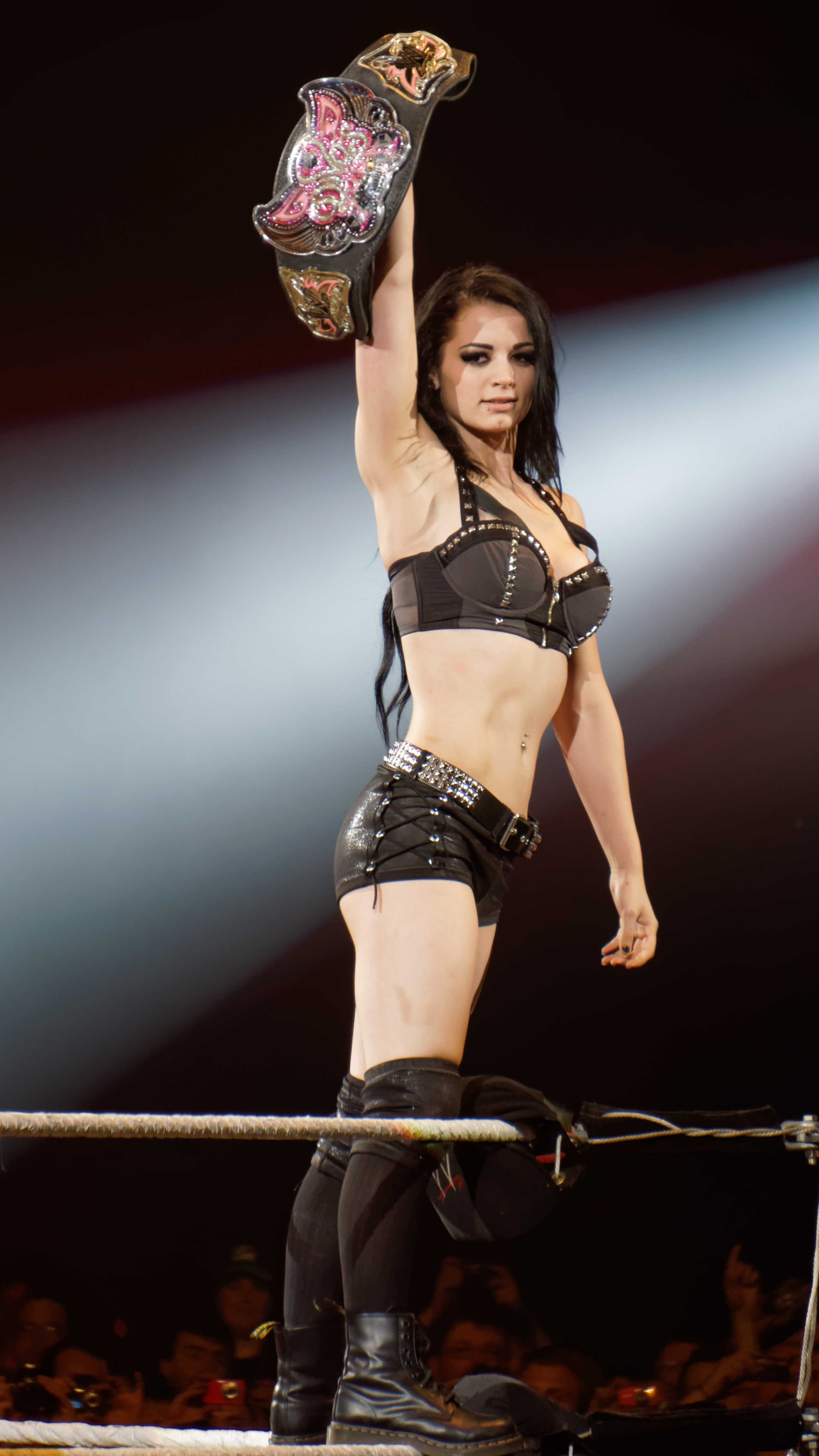
Paige als WWE Divas Champion in 2014.

  - PWF Ladies Tag Team Championship (1 keer) – met Sweet Saraya
- Pro-Wrestling: EVE
  - Pro-Wrestling: EVE Championship (1 keer)
- Pro Wrestling Illustrated
  - Gerangschikt op nummer 1 van de top 50 vrouwelijke worstelaars in de PWI Female 50 in 2014 en nummer 2 in 2015
- Real Deal Wrestling
  - RDW Women's Championship (1 keer)
- Real Quality WrestlingPaige was de inaugurele NXT Women's Champion.
  - RQW Women's Championship (1 keer)
- Rolling Stone
  - Diva of the Year (2014)
- Swiss Championship Wrestling
  - SCW Ladies Championship (1 keer)

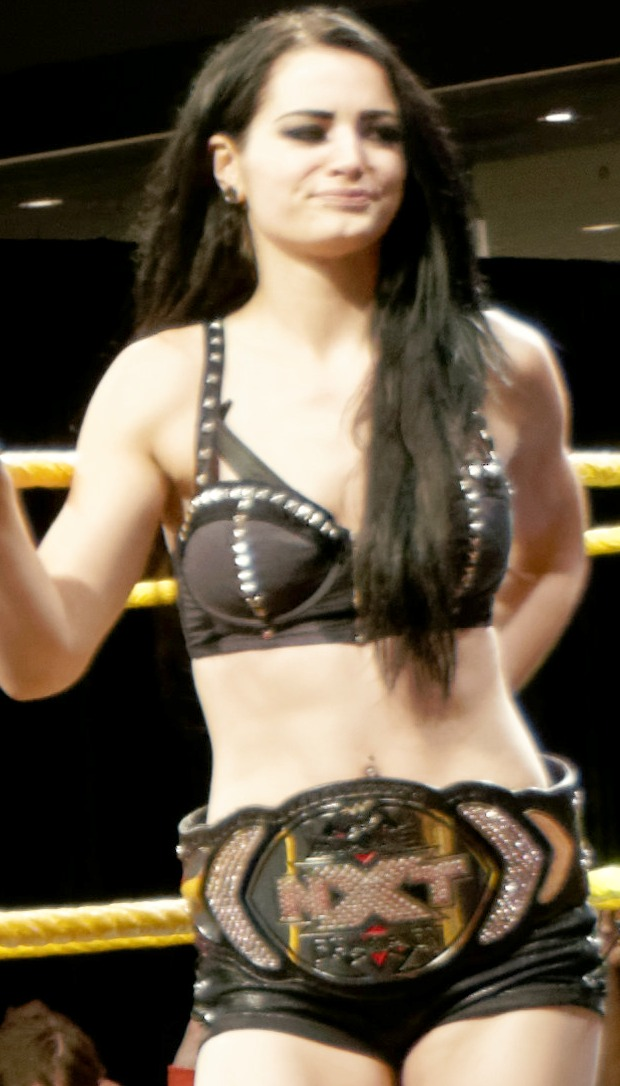
Paige was de inaugurele NXT Women's Champion.

- World Association of Women's Wrestling
  - WAWW British Ladies Championship (1 keer)
  - WAWW British Tag Team Championship (1 keer) – met Melodi
  - WAWW Ladies Hardcore Championship (1 keer)
- Wrestling Observer Newsletter
  - Worst Feud of the Year (2015) Team PCB vs. Team B.A.D. vs. Team Bella
- WWE
  - NXT Women's Championship (1 keer)
  - WWE Divas Championship (2 keer)
  - NXT Women's Championship Tournament (2013)
  - WWE Year-End Award (1 keer)
    - General Manager of the Year (2018)